# Тшебехув (гміна)
Гміна Тшебехув (пол. Gmina Trzebiechów) — сільська гміна у північно-західній Польщі. Належить до Зеленогурського повіту Любуського воєводства.
Станом на 31 грудня 2011 у гміні проживало 3352 особи.

## Площа
Згідно з даними за 2007 рік площа гміни становила 80.99 км², у тому числі:
- орні землі: 60.00%
- ліси: 25.00%

Таким чином, площа гміни становить 5.16% площі повіту.

## Населення
Станом на 31 грудня 2011:
| Опис     | Загалом | Загалом | Чоловіки | Чоловіки | Жінки | Жінки |
| -------- | ------- | ------- | -------- | -------- | ----- | ----- |
| одиниця  | осіб    | %       | осіб     | %        | осіб  | %     |
| все      | 3352    | 100     | 1715     | 51.16    | 1637  | 48.84 |
| міське   | 0       | 100     | 0        |          | 0     |       |
| сільське | 3352    | 100     | 1715     | 51.16    | 1637  | 48.84 |

## Сусідні гміни
Гміна Тшебехув межує з такими гмінами: Боядла, Забур, Зельона Ґура, Карґова, Сулехув.